# ATP-toernooi van Johannesburg
Het ATP-toernooi van Johannesburg, ofwel de SA Tennis Open is een tennistoernooi voor mannen dat werd georganiseerd in het Zuid-Afrikaanse Johannesburg van 1979 tot en met 1989, van 1992 tot en met 1995 en van 2009 tot en met 2011.
Het toernooi stond onder auspiciën van de ATP en viel in de categorie ATP World Tour 250. Er werd gespeeld op hardcourtbanen. Dit toernooi werd voor het eerst gespeeld in 1976, in 1990 en 1991 en tussen 1996 en 2008 was er echter geen toernooi. Er werd zowel in het enkel- als het dubbelspel gespeeld. In 2009 bedroeg het totale prijzengeld € 422.500.

## Finales

### Enkelspel
| 2011         | Kevin Anderson       | Somdev Devvarman     | 4-6, 6-3, 6-2           | Details       |
| 2010         | Feliciano López      | Stephane Robert      | 7-5, 6-1                | Details       |
| 2009         | Jo-Wilfried Tsonga   | Jeremy Chardy        | 6-4, 7-6 (5)            | Details       |
| 1996-2008    | Geen toernooi        | Geen toernooi        | Geen toernooi           | Geen toernooi |
| 1995         | Martin Sinner        | Guillaume Raoux      | 6-1, 6-4                | Details       |
| Sun City     |                      |                      |                         |               |
| 1994         | Markus Zoecke        | Hendrik Dreekmann    | 6-4, 6-1                | Details       |
| Durban       |                      |                      |                         |               |
| 1993         | Aaron Krickstein (2) | Grant Stafford       | 6-3, 7-6                | Details       |
| Johannesburg |                      |                      |                         |               |
| 1992         | Aaron Krickstein (1) | Aleksandr Volkov     | 6-4, 6-4                | Details       |
| 1990-1991    | Geen toernooi        | Geen toernooi        | Geen toernooi           | Geen toernooi |
| 1989         | Christo van Rensburg | Paul Chamberlin      | 6-4, 7-6, 6-3           |               |
| 1988         | Jakob Hlasek         | Christo van Rensburg | 6-7, 6-4, 6-1, 7-6      |               |
| 1987         | Pat Cash             | Brad Gilbert         | 7-6, 4-6, 2-6, 6-0, 6-1 |               |
| 1986         | Amos Mansdorf        | Matt Anger           | 6-3, 3-6, 6-2, 7-5      |               |
| 1985         | Matt Anger           | Brad Gilbert         | 6-4, 3-6, 6–3, 6-2      |               |
| 1984         | Eliot Teltscher      | Vitas Gerulaitis     | 6-3, 6-1, 7-6           |               |
| 1983         | Johan Kriek          | Colin Dowdeswell     | 6-4, 4-6, 1-6, 7-5, 6-3 |               |
| 1982         | Vitas Gerulaitis (2) | Guillermo Vilas      | 7-6, 6-2, 4-6, 7-6      |               |
| 1981         | Vitas Gerulaitis (1) | Jeff Borowiak        | 6-4, 7-6, 6-1           |               |
| 1980         | Kim Warwick          | Fritz Buehning       | 6-2, 6-1, 6-2           |               |
| 1979         | José Luis Clerc      | Deon Joubert         | 6-2, 6-1                |               |
| 1978         | Tim Gullikson        | Harold Solomon       | 2-6, 7-6, 7-6, 6-7, 6-4 |               |
| 1977         | Geen toernooi        | Geen toernooi        | Geen toernooi           | Geen toernooi |
| 1976         | Onny Parun           | Cliff Drysdale       | 7-6, 6-3                |               |

### Dubbelspel
| Jaar      | Winnaars                                  | Finalisten                        | Uitslag           |               |
| --------- | ----------------------------------------- | --------------------------------- | ----------------- | ------------- |
| 2011      | James Cerretani (2) Adil Shamasdin        | Scott Lipsky Rajeev Ram           | 6-3, 3-6, [10-7]  | Details       |
| 2010      | Rohan Bopanna Alsam-Ul-Haq Qureshi        | Karol Beck Harel Levy             | 2-6, 6-3, [10-5]  | Details       |
| 2009      | Dick Norman James Cerretani (1)           | Rik de Voest Ashley Fisher        | 6-7, 6-2, [14-12] | Details       |
| 1996-2008 | Geen toernooi                             | Geen toernooi                     | Geen toernooi     | Geen toernooi |
| 1995      | Rodolphe Gilbert Guillaume Raoux          | Martin Sinner Joost Winnink       | 6-4, 3-6, 6-3     | Details       |
| 1994      | Marius Barnard Brent Haygarth             | Ellis Ferreira Grant Stafford     | 6-3, 7-5          | Details       |
| 1993      | Lan Bale Byron Black                      | Johan de Beer Marcos Ondruska     | 7-6, 6-2          | Details       |
| 1992      | Pieter Aldrich Danie Visser               | Wayne Ferreira Piet Norval        | 6-4, 6-4          | Details       |
| 1990-1991 | Geen toernooi                             | Geen toernooi                     | Geen toernooi     | Geen toernooi |
| 1989      | Luke Jensen Richey Reneberg               | Kelly Jones Joey Rive             | 6-0, 6-4          |               |
| 1988      | Kevin Curren (2) David Pate (2)           | Gary Muller Tim Wilkison          | 7-6, 6-4          |               |
| 1987      | Kevin Curren (1) David Pate (1)           | Eric Korita Brad Pearce           | 6-4, 6-4          |               |
| 1986      | Mike De Palmer Christo Van Rensburg (2)   | Andrés Gómez Sherwood Stewart     | 3-6, 6-2, 7-6     |               |
| 1985      | Colin Dowdeswell Christo Van Rensburg (1) | Amos Mansdorf Shahar Perkiss      | 3-6, 7-6, 6-4     |               |
| 1984      | Tracy Delatte Francisco González          | Steve Meister Eliot Teltscher     | 7-6, 6-1          |               |
| 1983      | Steve Meister Brian Teacher               | Andrés Gómez Sherwood Stewart     | 6-7, 7-6, 6-2     |               |
| 1982      | Brian Gottfried Frew McMillan (4)         | Shlomo Glickstein Andrew Pattison | 6-2 6-2           |               |
| 1981      | Bernard Mitton Raymond Moore              | David Schneider Shlomo Glickstein | 7-5, 3-6, 6-1     |               |
| 1980      | Frew McMillan (3) Bob Hewitt (3)          | Colin Dowdeswell Heinz Günthardt  | 6-4, 6-3          |               |
| 1979      | Colin Dowdeswell Heinz Günthardt          | Ilie Năstase Raymond Moore        | 6-3, 7-6          |               |
| 1978      | Frew McMillan (2) Bob Hewitt (2)          | Colin Dibley Geoff Masters        | 7-5, 7-6          |               |
| 1977      | Frew McMillan (1) Bob Hewitt (1)          | Charlie Pasarell Erik van Dillen  | 6-2, 6-0          |               |
| 1976      | Marty Riessen Roscoe Tanner               | Tom Okker Frew McMillan           | 6-2, 7-5          |               |

1976 · 1977 · 1978 · 1979 · 1980 · 1981 · 1982 · 1983 · 1984 · 1985 · 1986 · 1987 · 1988 · 1989 · 1990 · 1991 · 1992 · 1993 · 1994 · 1995 · 1996-2008 · 2009 · 2010 · 2011
 Johannesburg (1992) →  Durban (1993) →  Sun City (1994) →  Johannesburg (1995) →  New Delhi (1996) →  Chennai (1997-2017) →  Pune (2018-2023)
ITF-toernooien (mannen en vrouwen)

ATP-toernooien (mannen) – ATP-seizoen 2025

WTA-toernooien (vrouwen) – WTA-seizoen 2025

Voormalige toernooien mannen
Voormalige toernooien vrouwen
Voormalige amateurtoernooien